# Distretto Centro
Il distretto Centro (in sloveno Četrtna skupnost Center), o semplicemente Centro, è uno dei 17 distretti (Mestna četrt) della città di Lubiana.